# Robert Cyril Layton Perkins
Pour les articles homonymes, voir Perkins.
Robert Cyril Layton Perkins est un entomologiste britannique, né le 15 novembre 1866 à Badminton dans le Gloucestershire et mort le 18 septembre 1955 à Bovey Tracey dans le Devon.

## Biographie
Très tôt, il manifeste une passion pour la nature et les insectes en particulier. Son grand-père paternel, Benjamin Robert Perkins, est le révérend du Lincoln College et du Christchurch College à Oxford avant de devenir vicaire de Wotton-under-Edge (Gloucestershire). Il s’intéresse à l’histoire comme la géologie. Son grand-père maternel, est aussi un homme d’Église, Percy Thomas. C'est un grand pêcheur et il initie très tôt son petit-fils à ce passe-temps. Son oncle paternel est un entomologiste amateur Vincent Robert Perkins (1831-1922) qui fait paraître Victoria County History of Gloucestershire. Son père, le révérend Charles Mathew Perkins, est également passionné par l’entomologie et possède des ruches.
Il fait des études littéraires et il regrettera de n’avoir pu acquérir plus tôt une culture scientifique. Il obtient une bourse classique au Jesus College d'Oxford. Il assiste à une conférence sur la couleur des insectes de Sir Edward Bagnall Poulton (1856-1943). Perkins lui demande conseil pour interrompre ses études classiques et s’orienter vers les sciences. C'est finalement ce qu’il fait mais il doit passer un examen préalable pour suivre les cours de zoologie. La plupart des cours qui sont consacrés à des groupes zoologiques (notamment marins) ne l’intéressent pas beaucoup. Malheureusement, ni l’entomologie, ni l’ornithologie, n’étaient alors enseignées. Il suit notamment les cours de Peter Chalmers Mitchell (1864-1945). Il est diplômé en 1889 puis obtient un Doctorate of Sciences en 1906. Durant son séjour à Oxford, il rejoint l’Oxford Natural History Society, récemment créé et présidé par E.B. Poulton.
Perkins consacrait ses loisirs à l’étude des insectes de la région d’Oxford, notamment des abeilles et des guêpes. Mais en dehors de E.B. Poulton et de son ancien professeur de littérature grecque, entomologiste amateur, Arthur Sidgwick (1840-1920), personne autour de lui n’était intéressé par ces animaux. Le conservateur du muséum Hope de l’université, John Obadiah Westwood (1805-1893), était alors un vieillard. Ses observations sur l’influence de l’environnement sur la couleur des chenilles sont utilisées par E.B. Poulton dans son livre The Coulours of Animals, their Meaning and Use. Il correspond avec Charles Golding Barrett (1836-1904) qui préparait alors The Lepidoptera of the British Islands (onze volumes, 1893-1907) et lui envoie des spécimens.
Après avoir passé une année comme précepteur à Dartmouth, il est choisi par la British Association for the Advancement of Science, en liaison avec la Royal Society, en 1891 pour aller étudier l’entomofaune terrestre des îles hawaiiennes. Perkins intègre le comité des îles Sandwich, dirigé par Frederick DuCane Godman (1834-1919). Les deux hommes se lient alors d’amitié. Il rencontre à cette occasion l’ornithologue Alfred Newton (1829-1907), qui enseigne la zoologie à Cambridge.  Perkins travaille dix ans pour ce comité (de 1892 à 1901) et passe six ans à Hawaii. Perkins contribue en ornithologie et en entomologie à la Fauna Hawaiiensis éditée David Sharp (1840-1922), monumental ouvrage de trois volumes. Perkins fait l’inventaire de 3 300 espèces dont 2 700 endémiques. Cela représente un véritable exploit tant les habitats sont souvent d’accès très difficiles et Perkins récolte sans doute 100 000 spécimens. Il contribue notamment aux recherches d’Albert Koebele (1853-1924) dans sa quête d’insectes parasites, utilisées dans le cadre de la lutte contre les espèces nuisibles. Les deux hommes travaillent notamment sur les moyens de contrôle biologique de l’espèce invasive Lantana camara. Ils se rendent en Californie, en Arizona et au Mexique en 1897. Ce n’est qu’en 1924 que Perkins, avec Otto Herman Swezey (1859-1959), peut annoncer la réussite du contrôle du végétal grâce à des insectes, une grande première mondiale. En dehors de ses nombreux travaux en entomologie appliquée, il étudie également les hyménoptères des îles britanniques.
Après son départ du comité, il travaille encore deux ans sur la faune des îles hawaiiennes. En 1904, il prend la direction de l’entomologie à la station expérimentale du service agricole d’Hawaii, fonction qu’il conserve jusqu’à son départ à la retraite en 1912 pour raison de santé. Outre un doctorat en sciences par l’université d’Oxford en 1906, la Linnean Society of London décerne à Perkins la médaille linnéenne en 1912 pour les services qu’il a rendus à la zoologie. Il devient membre de la Royal Society en 1920. En 1954, il est fait membre honoraire de la Royal Entomological Society dont il est membre ordinaire depuis 1903. Il participe à la fondation de la Société entomologique hawaïenne et devient son premier président en 1905. Il est aussi membre de la Zoological Society of London depuis 1904 et de diverses autres sociétés savantes.
Perkins se marie en 1901 avec Zoë Lucy Sherrard Alatau, union dont naîtra quatre fils. Le plus jeune, John Frederick Perkins (1910-1983), se spécialisera également sur les hyménoptères comme son père avant lui. Il devient veuf en 1940 et se remarie en 1942 avec Clara Senior née Dowse. Il se retire en Angleterre et devient aveugle à la fin de sa vie.

## Source
- Hugh Scott (1956). Robert Cyril Layton Perkins. 1866-1955, Biographical Memoirs of Fellows of the Royal Society, 2 : 215-236 (cet article fournit également une liste des publications de Perkins).